# DIC 엔터테인먼트

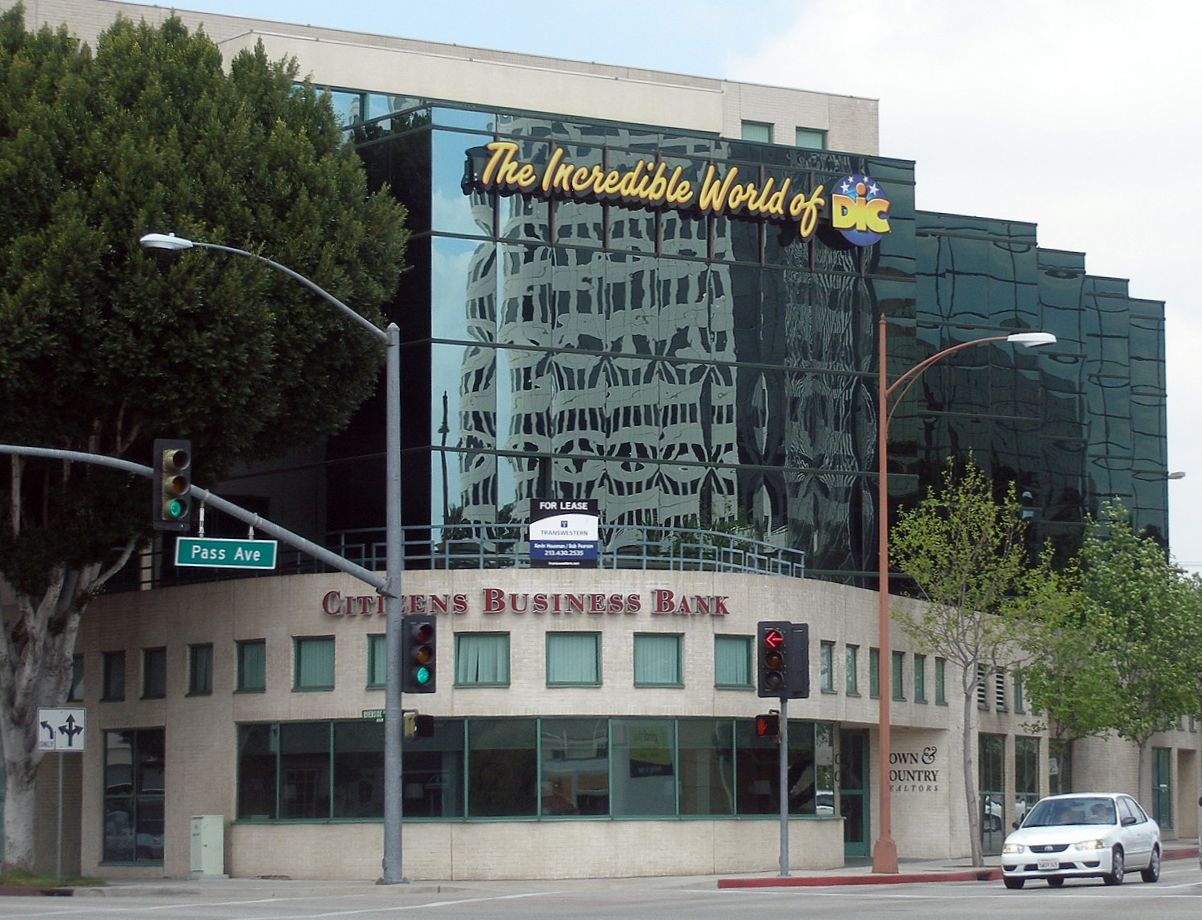

DIC 엔터테인먼트(DIC Entertainment)는 1971년에 설립된 미국의 애니메이션 제작회사이다. 2008년에 쿠키 자 그룹에 인수되었으며 현재는 DHX 미디어 (현 와일드브레인) 산하에 있다.

## 제작 애니메이션 목록
- 으랏차차 삼총사
- 우주용사 다이노서
- 개구쟁이 데니스
- 형사 가제트
  - 형사 가제트 (1983년 애니메이션)
  - 꼬마탐정 가제트
  - 형사 가제트 (2015년 애니메이션)
- 슈퍼마리오
  - 슈퍼마리오 3
  - 슈퍼마리오 4
- 바람돌이 소닉
  - 고슴도치 소닉
  - 소닉 언더그라운드
- 스트리트 샤크스
- 익스트림 공룡
- 메리-케이트와 애슐리 인 액션
- 출동! 지구특공대 - 시즌 1부터 시즌 3까지 제작했다.
- 배틀토드